# Trastsångare
Trastsångare (Acrocephalus arundinaceus) är en fågel som tillhör familjen rörsångare (Acrocephalidae) som tidigare ingick i den idag uppdelade familjen sångare. Den förekommer i stora delar av Europa, nordvästra Afrika och österut i Asien till västra Kina. Vintertid flyttar den till tropiska Afrika. Arten är en ovanligt stor medlem av familjen som hittas i våtmarker och i vassruggar. IUCN kategoriserar den som livskraftig.

## Utseende och läte
Trastsångaren är en mycket stor sångare. Den adulta fågeln är 16–20 cm lång, har en vinglängd på 9 cm och väger 25–36 gram. Den adulta fågeln har en ostreckad brun rygg och gulvit undersida. Pannan är platt och näbben grov och spetsig. Den har vitaktig strupe och ett otydligt vitt ögonbrynsstreck. I stort liknar den en mycket en större rörsångare (Acrocephalus scirpaceus). Könen är lika, men ungfåglar har rikare gult undertill, är mer rödbrun på ryggen och har ett gulbrunt ögonbrynsstreck. 

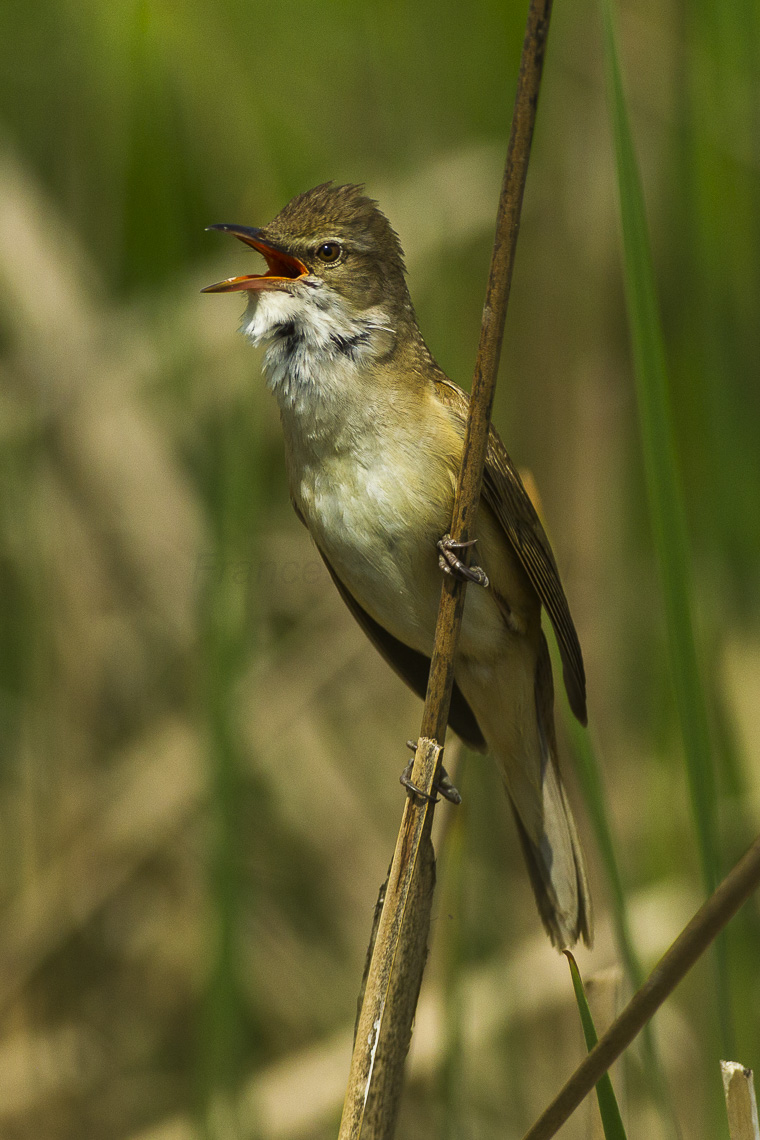
Trastsångare fotograferad i Ungern.

Sången är mycket högljudd och hörs lång väg. Den känns igen på den grova och kraxiga rösten omväxlat med räckor av upprepade gnälliga falsettljud.

## Utbredning och systematik
Trastsångaren häckar i stora delar av Europa (dock inte i Storbritannien och på Island), i nordvästra Afrika och i Asien så långt österut som till västra Kina. Den är en flyttfågel som övervintrar i tropiska Afrika. Idag delas trastsångaren ofta in i två underarter med följande utbredning:
- västlig trastsångare[3] Acrocephalus arundinaceus arundinaceus – den västliga nominatformen häckar i Europa, Nordafrika och österut till Volga och Kaspiska havet.
- Acrocephalus arundinaceus zarudnyi (Hartert, 1907) – den östliga underarten häckar från Irak och Iran österut till östra Kazakstan, sydvästra Sibirien, västra Mongoliet och västra Xinjiang.

### Förekomst i Sverige
Till Sverige kom trastsångaren på 1800-talet och det första fyndet gjordes av A. W. Malm den 22 augusti 1849 i Stadsvassen utmed Göta älv i Göteborg. På 1920- och 1930-talen förekom den främst i Skåne, men den har senare fått sitt huvudsakliga tillhåll vid sjön Tåkern i Östergötland där närmare hälften av den svenska populationen förekommer. Idag förekommer den huvudsakligen i mellersta Västergötland och västra Östergötland samt i ett bälte från sydöstra Värmland via Närke, Södermanland, Västmanland till Uppland. Två tredjedelar förekommer på färre än tio lokaler, förutom Tåkern flest i Hornborgarsjön, Kvismaren, norra Vänern och Tämnaren i Uppland. Under häckningstid har den observerats i samtliga landskap i Götaland och Svealand samt i Norrland i Gästrikland, Hälsingland, Medelpad, Ångermanland och Västerbotten.

### Släktskap
2003 delade Sveriges ornitologiska förening (nuvarande BirdLife Sverige) upp dåvarande arten trastsångare i två arter: trastsångare (Acrocephalus arundinaceus) och kinesisk trastsångare (’’A. orientalis). Den senare har sin utbredning i de västligaste tempererade delarna av Asien. Genetiska studier att de är närbesläktade men inte är systerarter. Trastsångaren ingår i en klad där utöver kinesisk trastsångare även andra stora rörsångare som papyrussångare (Acrocephalus stentoreus), australisk rörsångare (A. australis) och hendersonsångare (A. taiti) som endast förekommer på ön Henderson Island i östra Stilla Havet ingår.

### Familjetillhörighet
Tidigare fördes rörsångarna liksom ett mycket stort antal andra arter till familjen Sylviidae, tidigare kallad rätt och slätt sångare. Forskning har dock visat att denna gruppering är missvisande, eftersom då även välkända och mycket distinkta familjer som svalor, lärkor och stjärtmesar i så fall bör inkluderas. Trastsångare med släktingar har därför brutits ut till familjen rörsångare (Acrocephalidae).

## Ekologi

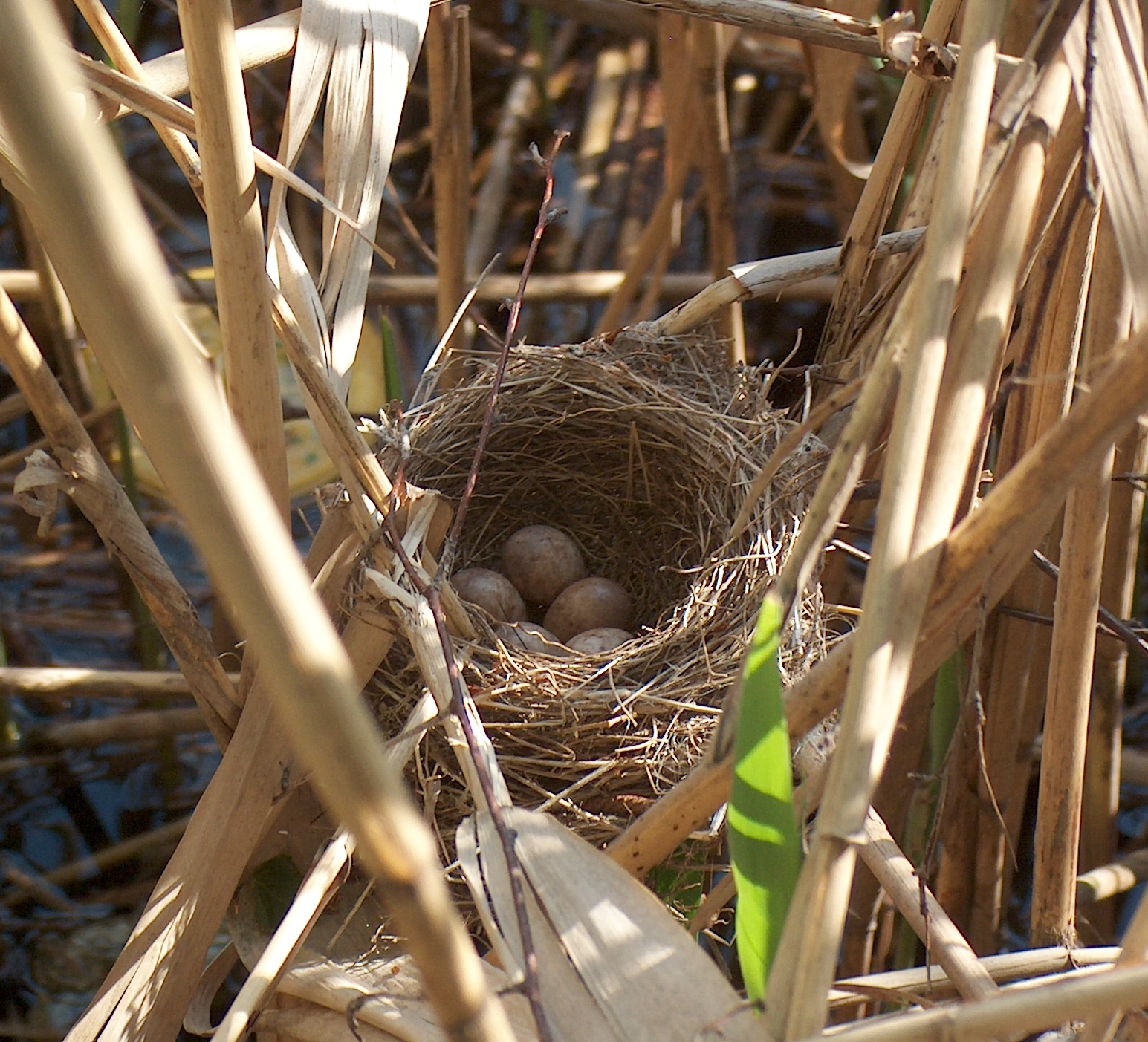
Trastsångares bo med ägg.

Trastsångaren förekommer i täta vassruggar, ofta med inslag av buskar, nära sjöar och våtmarker. Trastsångaren blir könsmogen vid ett års ålder. Den huvudsakliga häckningssäsongen är från maj till juli. Den bygger ett korgformat bo av gräs och vasstrån, som fästs mellan vasstrån över vattnet. Honan lägger tre till sex ägg, som ruvas i 13 till 15 dagar. Ungfåglarna stannar tolv till 14 dagar i boet. Gökägg hittas ofta i trastsångares bon, eftersom de har liknande färg.

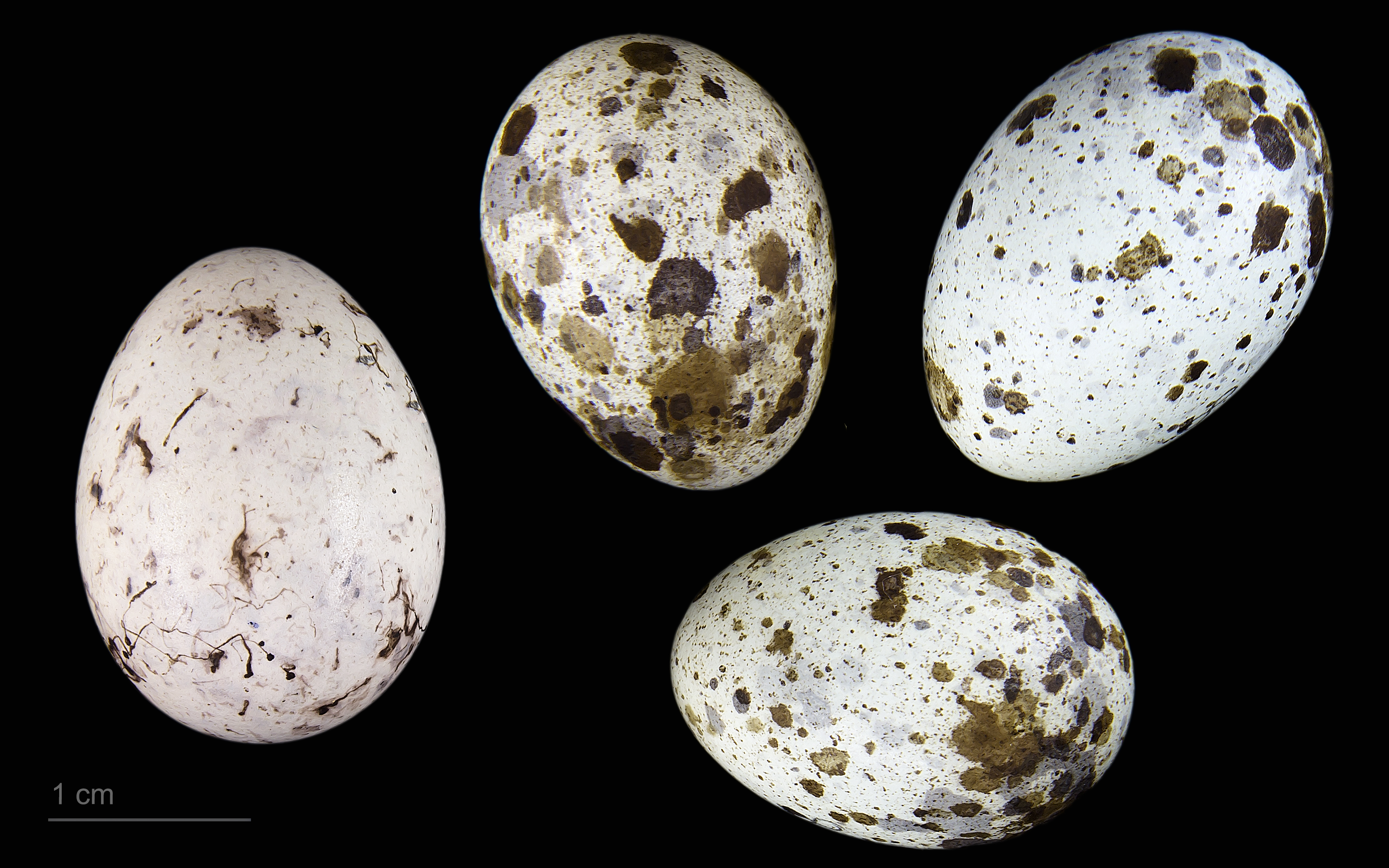
Ägg från trastsångare (höger) och boparasiten gök (vänster)

Trastsångaren klättrar och hoppar i vassen och livnär sig på spindlar, blötdjur, insekter och deras larver, samt bär. 

## Trastsångaren och människan

### Status och hot
Arten har ett stort utbredningsområde och en stor population, men tros minska i antal, dock inte tillräckligt kraftigt för att den ska betraktas som hotad. Internationella naturvårdsunionen IUCN kategoriserar därför arten som livskraftig (LC). I Europa tros det häcka mellan 2,6 och knappt 4,7 miljoner par.

#### Status i Sverige
Den svenska populationen är liten och består enadast av cirka 500 häckande par, men verkar stabil. På grund av att populationen är liten så kategoriseras den i Artdatabankens senaste rödlista från 2020 som nära hotad (NT).

### Namn
När August Wilhelm Malm 1851 beskrev det första exemplaret av trastsångare som observerats i Sverige gav han arten det vetenskapliga namnet Calamorherpe media och det svenska trivialnamnet "vass-stig".